# Te regalo amores
Te regalo amores es una canción o tema musical perteneciente al dueto de Reguetón R.K.M. & Ken-Y, promocionado en 2008 y lanzado al éxito en 2009. El tema fue compuesto por Wise, del álbum The Royalty/La Realeza.
Si bien en esta canción han participado otros artistas como la cantante Ivy Queen en otra versión e incluso otra con Rubby Pérez, llamadas remix pero que en realidad es la misma con la participación de esos artista. Elvis Crespo la cantó igualmente en un concierto en vivo. 
La canción habla sobre el encuentro de una muchacha que fue víctima de un engaño o infidelidad por su pareja, después de los momentos difíciles que pasó ya no quiere saber más de enamorarse y tener pareja. Más adelante un muchacho bueno es quien se le cruza por su camino, al verla triste, llorando y decepcionada, el muchacho es quien le da consuelo y resignación, demostrándole todo su amor y su cariño hacia ella con la promesa de hacerle fiel. Al decirle "te regalo amores dentro de tu vientre", es darle un hijo embarazándola para que sea feliz ya que en una parte de la estrofa que dice "pintar de colores".  
En 2009 fue una de las canciones más escuchadas principalmente en muchos países de Latinoamérica y en los Estados Unidos, sobre todo en su natal Puerto Rico donde ha sido uno de los videoclips más difundidos en canales de televisión y descargados por internet por medio de Youtube. 
También ha sido reeditada en versión de balada acústica, por el cantante venezolano Víctor Escalona.